# Blondelia paradexoides
Blondelia paradexoides là một loài ruồi trong họ Tachinidae.